# Johan på Snippen
"Johan på Snippen" är en sång skriven 1922 av Gaston René Wahlberg, ursprungligen med titeln "Hindersmässan", och med text av Skånska Lasse. Skivinspelningar i Sverige finns daterade från 1920-talet och framåt, ibland under titeln Bonnjazz, i alla möjliga tappningar från schottis till rock.

### Fotnoter
1. ↑  ”Johan på Snippen”. Svensk mediedatabas. 1920-talet-. http://smdb.kb.se/catalog/search?q=Johan+p%C3%A5+Snippen&sort=OLDEST. Läst 11 juni 2012.